# Коротах (башенный комплекс)
Коротах — крупный башенный комплекс Малхистинского ущелья на гребне хребта Коре-Лам. Находится в Итум-Калинском районе Чеченской Республики, недалеко от слияния рек Чанты-Аргун и Мешехи.

## Описание
Коротах представляет из себя несколько примыкающих друг к другу построек башенного типа, включающих в себя одну боевую башню (ныне обрушившуюся), две полубоевых, мечеть, а также более десятка жилых помещений, семь полуподземных и наземных склеповых гробниц и 9 ранних мусульманских некрополей. На стенах башен можно найти большое количество петроглифических рисунков и арабские надписи.
В годы гражданской войны в этом замковом комплексе скрывался революционер (большевик), будущий партийный деятель Серго Орджоникидзе.
После реабилитации, произошедшей в 1956 году, чеченскому населению было запрещено селиться в данном районе. Коротах располагается не далеко от башенного комплекса Цой-Педе.
В 1977 году в ходе исследования башенного комплекса Коротах в одном из склепов был найден головной убор (колпак) 1430—1480 годов.